# 御堂駅
御堂駅（みどうえき）は、岩手県岩手郡岩手町大字五日市にある、IGRいわて銀河鉄道いわて銀河鉄道線の駅である。

## 歴史
- 1918年（大正7年）11月1日：鉄道院の御堂信号場として開業[1]。
- 1961年（昭和36年）4月15日：停車場に昇格[1]。
- 1980年（昭和55年）5月1日：荷物扱い廃止[1]。無人化[2]。
- 1987年（昭和62年）4月1日：国鉄分割民営化に伴い、JR東日本の駅となる[1]。
- 2002年（平成14年）12月1日：東北新幹線八戸駅延伸に伴い、JR東日本より分離され、IGRいわて銀河鉄道の駅となる[3]。

## 駅構造
相対式ホーム2面2線を有する地上駅。互いのホームは跨線橋で連絡している。
盛岡駅管理の簡易委託駅。駅舎には出札窓口があり、東日本旅客鉄道（JR東日本）時代からの受託者が硬券入場券・乗車券を発売している。当駅は、他の駅でJRからの移管時に行われた出札・改札口改造工事を行わなかったため、IGR線内の駅で唯一日本国有鉄道（国鉄） - JR時代の面影のある出札口が残っている。
改札業務は行わない。窓口営業時間帯でもワンマン列車は「先頭車の後乗り前降り」となっている。

### のりば
| 番線 | 路線              | 方向 | 行先     |
| ---- | ----------------- | ---- | -------- |
| 1    | ■いわて銀河鉄道線 | 上り | 盛岡方面 |
| 2    | ■いわて銀河鉄道線 | 下り | 八戸方面 |

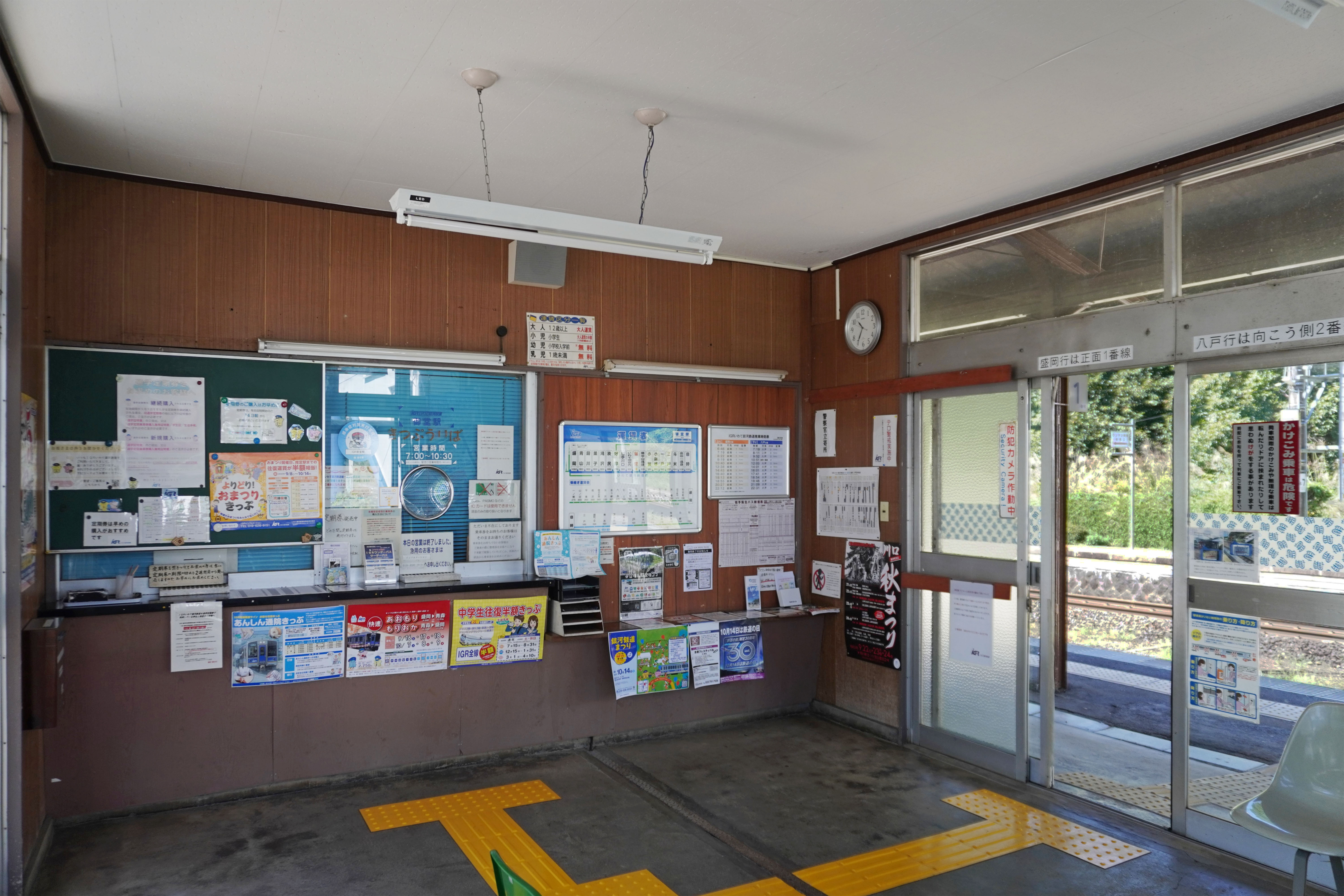
駅舎内（2023年9月）
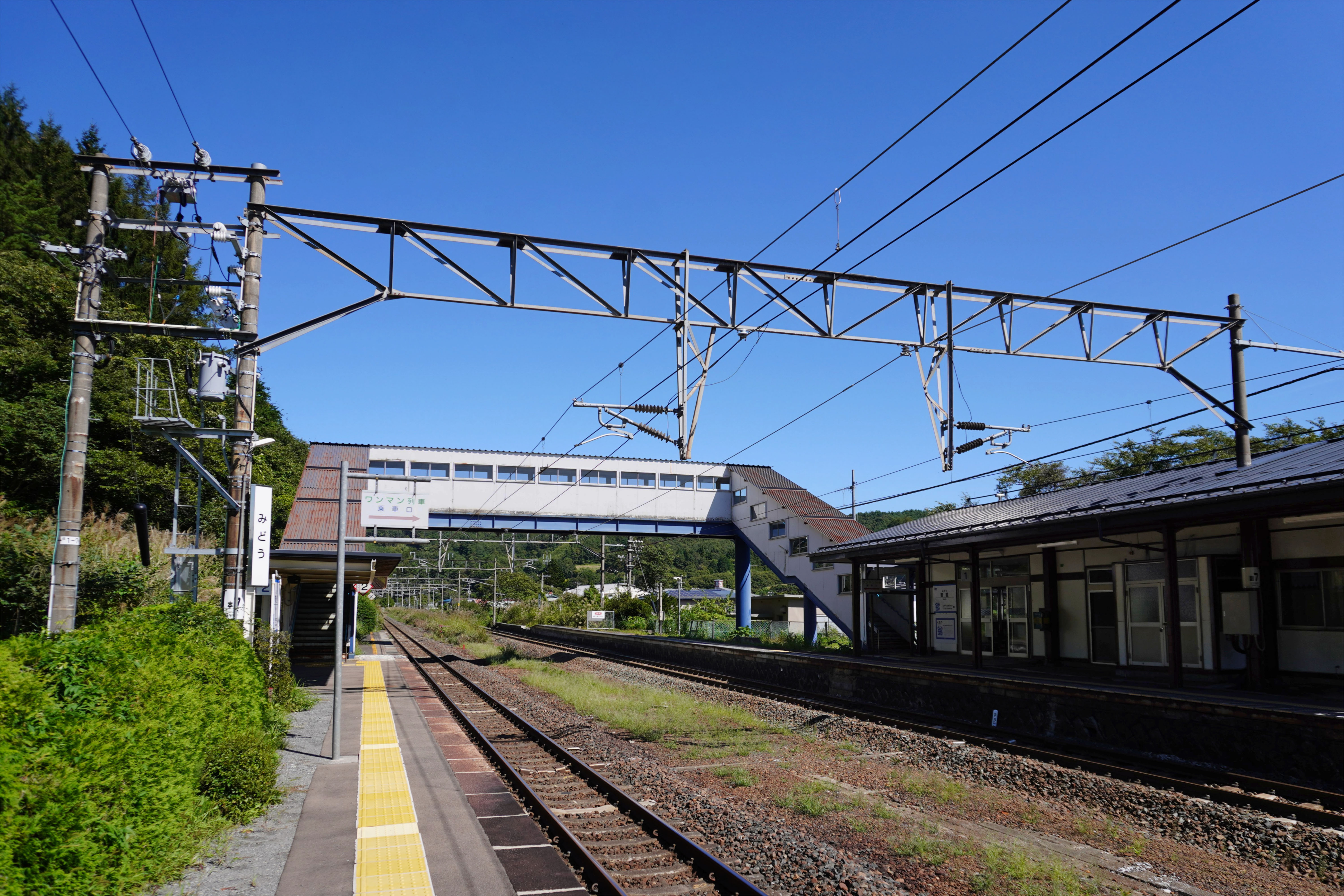
ホーム（2023年9月）

## 利用状況
IGRいわて銀河鉄道によると、2024年度（令和6年度）の1日平均乗降人員は36人である。
2000年度（平成14年度）以降の推移は以下のとおりである。なお、2000年度（平成12年度）- 2002年度（平成14年度）において、JR東日本が算出した数値は乗車人員のものである。
| 乗車人員・乗降人員推移   | 乗車人員・乗降人員推移 | 乗車人員・乗降人員推移 | 乗車人員・乗降人員推移 | 乗車人員・乗降人員推移 | 乗車人員・乗降人員推移 | 乗車人員・乗降人員推移 | 乗車人員・乗降人員推移 |
| 年度                     | 1日平均 乗車人員       | 1日平均乗降人員        | 1日平均乗降人員        | 1日平均乗降人員        | 1日平均乗降人員        | 1日平均乗降人員        | 出典                   |
| 年度                     | 1日平均 乗車人員       | 定期                   | 定期                   | 定期                   | 定期外                 | 合計                   | 出典                   |
| 年度                     | 1日平均 乗車人員       | 通勤                   | 通学                   | 合計                   | 定期外                 | 合計                   | 出典                   |
| ------------------------ | ---------------------- | ---------------------- | ---------------------- | ---------------------- | ---------------------- | ---------------------- | ---------------------- |
| 2000年（平成12年）       | 31                     |                        |                        |                        |                        |                        | [ JR 1 ]               |
| 2001年（平成13年）       | 32                     |                        |                        |                        |                        |                        | [ JR 2 ]               |
| 2002年（平成14年） (JR)  | 48                     |                        |                        |                        |                        |                        | [ JR 3 ]               |
| 2002年（平成14年） (IGR) |                        | 10                     | 37                     | 47                     | 24                     | 71                     | [ IGR 2 ]              |
| 2003年（平成15年）       |                        | 7                      | 41                     | 48                     | 20                     | 68                     | [ IGR 3 ]              |
| 2004年（平成16年）       |                        | 6                      | 35                     | 41                     | 19                     | 60                     | [ IGR 4 ]              |
| 2005年（平成17年）       |                        | 6                      | 28                     | 34                     | 13                     | 47                     | [ IGR 5 ]              |
| 2006年（平成18年）       |                        | 4                      | 30                     | 34                     | 13                     | 47                     | [ IGR 6 ]              |
| 2007年（平成19年）       |                        | 6                      | 30                     | 36                     | 13                     | 49                     | [ IGR 7 ]              |
| 2008年（平成20年）       |                        | 4                      | 42                     | 46                     | 15                     | 61                     | [ IGR 8 ]              |
| 2009年（平成21年）       |                        | 1                      | 35                     | 36                     | 14                     | 50                     | [ IGR 9 ]              |
| 2010年（平成22年）       |                        | 0                      | 33                     | 33                     | 12                     | 45                     | [ IGR 10 ]             |
| 2011年（平成23年）       |                        | 2                      | 35                     | 37                     | 11                     | 48                     | [ IGR 11 ]             |
| 2012年（平成24年）       |                        | 4                      | 33                     | 37                     | 11                     | 48                     | [ IGR 12 ]             |
| 2013年（平成25年）       |                        | 12                     | 25                     | 37                     | 10                     | 47                     | [ IGR 13 ]             |
| 2014年（平成26年）       |                        | 13                     | 16                     | 29                     | 13                     | 42                     | [ IGR 14 ]             |
| 2015年（平成27年）       |                        | 16                     | 23                     | 39                     | 13                     | 52                     | [ IGR 15 ]             |
| 2016年（平成28年）       |                        | 12                     | 27                     | 39                     | 11                     | 50                     | [ IGR 16 ]             |
| 2017年（平成29年）       |                        | 7                      | 37                     | 44                     | 8                      | 52                     | [ IGR 17 ]             |
| 2018年（平成30年）       |                        | 5                      | 34                     | 39                     | 9                      | 48                     | [ IGR 18 ]             |
| 2019年（令和元年）       |                        | 5                      | 43                     | 48                     | 10                     | 58                     | [ IGR 19 ]             |
| 2020年（令和02年）       |                        | 4                      | 37                     | 41                     | 8                      | 49                     | [ IGR 20 ]             |
| 2021年（令和03年）       |                        | 4                      | 43                     | 47                     | 9                      | 56                     | [ IGR 21 ]             |
| 2022年（令和04年）       |                        | 4                      | 30                     | 34                     | 8                      | 42                     | [ IGR 22 ]             |
| 2023年（令和05年）       |                        | 4                      | 27                     | 31                     | 9                      | 40                     | [ IGR 23 ]             |
| 2024年（令和06年）       |                        | 4                      | 23                     | 27                     | 9                      | 36                     | [ IGR 1 ]              |

## 駅周辺
- 岩手町立水堀小学校
- 北上川
- 国道4号
- 東北新幹線 岩手一戸トンネル
- 御堂観音（北上川源流公園“川の駅”に隣接）
- 岩手県北バス「尾呂部」停留所
- 北緯40度公園

## 隣の駅
IGRいわて銀河鉄道
■いわて銀河鉄道線
いわて沼宮内駅 - 御堂駅 - 奥中山高原駅

### 記事本文
1. 1 2 3 4 5  石野哲 編『停車場変遷大事典 国鉄・JR編 Ⅱ』（初版）JTB、1998年10月1日、414頁。ISBN 978-4-533-02980-6。
2. ↑  編集部「5月のメモ帳」『鉄道ピクトリアル』第30巻第8号（通巻第378号）、電気車研究会、1980年8月1日、90頁、ISSN 0040-4047。
3. ↑  「JR年表」『JR気動車客車編成表 '03年版』ジェー・アール・アール、2003年7月1日、186頁。ISBN 4-88283-124-4。
4. 1 2  “御堂駅”.   IGRいわて銀河鉄道. 2021年4月11日閲覧。

### 利用状況

#### JR東日本
1. ↑  「JR東日本：各駅の乗車人員（2000年度）」東日本旅客鉄道。2025年7月8日閲覧。
2. ↑  「JR東日本：各駅の乗車人員（2001年度）」東日本旅客鉄道。2025年7月8日閲覧。
3. ↑  「JR東日本：各駅の乗車人員（2002年度）」東日本旅客鉄道。2025年7月8日閲覧。

#### IGRいわて銀河鉄道
1. 1 2  「2024年度 駅別乗降人員（1日平均） (PDF)」IGRいわて銀河鉄道。2025年7月5日閲覧。
2. ↑  「平成14年度 駅別乗降人員（一日平均） (PDF)」IGRいわて銀河鉄道。2025年7月5日閲覧。
3. ↑  「平成15年度 駅別乗降人員（一日平均） (PDF)」IGRいわて銀河鉄道。2025年7月5日閲覧。
4. ↑  「平成16年度 駅別乗降人員（一日平均） (PDF)」IGRいわて銀河鉄道。2025年7月5日閲覧。
5. ↑  「平成17年度 駅別乗降人員（1日平均） (PDF)」IGRいわて銀河鉄道。2025年7月5日閲覧。
6. ↑  「平成18年度 駅別乗降人員（1日平均） (PDF)」IGRいわて銀河鉄道。2025年7月5日閲覧。
7. ↑  「平成19年度 駅別乗降人員（1日平均） (PDF)」IGRいわて銀河鉄道。2025年7月5日閲覧。
8. ↑  「平成20年度駅別乗降人員（1日平均） (PDF)」IGRいわて銀河鉄道。2025年7月5日閲覧。
9. ↑  「平成21年度駅別乗降人員（1日平均） (PDF)」IGRいわて銀河鉄道。2025年7月5日閲覧。
10. ↑  「平成22年度 駅別乗降人員（1日平均） (PDF)」IGRいわて銀河鉄道。2025年7月5日閲覧。
11. ↑  「平成23年度 駅別乗降人員（1日平均） (PDF)」IGRいわて銀河鉄道。2025年7月5日閲覧。
12. ↑  「平成24年度 駅別乗降人員（1日平均） (PDF)」IGRいわて銀河鉄道。2025年7月5日閲覧。
13. ↑  「平成25年度 駅別乗降人員（1日平均） (PDF)」IGRいわて銀河鉄道。2025年7月5日閲覧。
14. ↑  「平成26年度 駅別乗降人員（1日平均） (PDF)」IGRいわて銀河鉄道。2025年7月5日閲覧。
15. ↑  「平成27年度 駅別乗降人員（1日平均） (PDF)」IGRいわて銀河鉄道。2025年7月5日閲覧。
16. ↑  「平成28年度 駅別乗降人員（1日平均） (PDF)」IGRいわて銀河鉄道。2025年7月5日閲覧。
17. ↑  「平成29年度 駅別乗降人員（1日平均） (PDF)」IGRいわて銀河鉄道。2025年7月5日閲覧。
18. ↑  「平成30年度駅別乗降人員（1日平均） (PDF)」IGRいわて銀河鉄道。2025年7月5日閲覧。
19. ↑  「令和元年度駅別乗降人員（1日平均） (PDF)」IGRいわて銀河鉄道。2025年7月5日閲覧。
20. ↑  「2020年度 駅別乗降人員（1日平均） (PDF)」IGRいわて銀河鉄道。2025年7月5日閲覧。
21. ↑  「2021年度 駅別乗降人員（1日平均） (PDF)」IGRいわて銀河鉄道。2025年7月5日閲覧。
22. ↑  「2022年度 駅別乗降人員（1日平均） (PDF)」IGRいわて銀河鉄道。2025年7月5日閲覧。
23. ↑  「2023年度 駅別乗降人員（1日平均） (PDF)」IGRいわて銀河鉄道。2025年7月5日閲覧。